# Leiodytes kyushuensis
Leiodytes kyushuensis là một loài bọ cánh cứng trong họ Bọ nước. Loài này được Nakane miêu tả khoa học năm 1990.